# 黄金の七人
『黄金の七人』（おうごんのしちにん、Sette uomini d'oro）は、1965年のイタリアの犯罪コメディ映画。
監督はマルコ・ヴィカリオ、出演はロッサナ・ポデスタとフィリップ・ルロワなど。スイス銀行から強奪した金の延べ棒をめぐる、1人の教授と謎の美女、6人の男たちの騙し合いと駆け引きを描いた娯楽作である。
日本では『ルパン三世』の元ネタになったとされている。また、1972年4月5日から日本テレビ系列で放送が開始された『水曜ロードショー（現・金曜ロードショー）』の第1回放送作品である。

## ストーリー
スイスのジュネーブで、ある銀行が誇る最新式の大金庫に大量の金の延べ棒が収められる。“教授”に率いられた6人の男と1人の女は、綿密な計画と万全の装備、抜群のチームワークで白昼堂々、7トンもの黄金を盗み出すことに成功する。
しかし、そこから黄金を巡って、6人を裏切る教授と、さらに教授を裏切る女、教授を追う6人の騙し合いが始まる。

## キャスト
| 役名             | 俳優                             | 日本語吹き替え                                | 日本語吹き替え                 | 日本語吹き替え                  |
| 役名             | 俳優                             | 日本テレビ版                                  | NETテレビ版                    | テレビ東京版                    |
| ---------------- | -------------------------------- | --------------------------------------------- | ------------------------------ | ------------------------------- |
| ジョルジャ       | ロッサナ・ポデスタ               | 山東昭子                                      | 鈴木弘子                       | 小原乃梨子                      |
| “教授”アルベール | フィリップ・ルロワ               | 矢島正明                                      | 広川太一郎                     | 西沢利明                        |
| アドルフ         | ガストーネ・モスキン             | 富田耕生                                      | 小林清志                       | 細井重之                        |
| アルド           | ガブリエレ・ティンティ           | 野島昭生                                      | 野島昭生                       | 牛山茂                          |
| アウグスト       | ジャン・ピエロ・アルベルティーニ | 須永宏                                        |                                | 峰恵研                          |
| アンソニー       | ダリオ・デ・グラッシ             | 津嘉山正種                                    |                                | 広瀬正志                        |
| アルフォンソ     | マヌエル・サルツォ               | 西山連                                        |                                | 岡田吉弘                        |
| アルフレッド     | モーリス・ポリ                   | 青野武                                        |                                | 秋元羊介                        |
| 警察署長         | エンニオ・バルボ                 | 久松保夫                                      |                                | 兼本新吾                        |
| アマチュア無線家 | アルベルト・ボヌッチ             |                                               |                                | 金尾哲夫                        |
| 銀行の頭取       | ホセ・スアレス                   | 山内雅人                                      | 西田昭市                       | 嶋俊介                          |
| 車掌             |                                  | 朝戸鉄也                                      |                                |                                 |
| 主任             |                                  | 藤城裕士                                      |                                | 城山知馨夫                      |
| 秘書             |                                  | 渡辺典子                                      |                                | 斉藤とも子                      |
| 交換手           |                                  | 秋山公美                                      |                                |                                 |
| 牧師(1)          |                                  | 西川幾雄                                      |                                |                                 |
| 牧師(2)          |                                  | 試行忠                                        |                                |                                 |
| 旅行案内         |                                  | 水鳥鉄夫                                      |                                | 松熊信義                        |
| 母親             |                                  |                                               |                                | 高瀬佳子                        |
|                  |                                  |                                               |                                |                                 |
| 演出             | 演出                             | 長野武二郎                                    |                                | 長野武次郎                      |
| 翻訳             | 翻訳                             | 大野隆一                                      |                                | 宇津木道子                      |
| 効果             | 効果                             | 松田良雄/南部満治                             |                                |                                 |
| 調整             | 調整                             | 遠西勝三                                      |                                |                                 |
| 制作             | 制作                             | ニュージャパンフィルム                        |                                | ニュージャパンフィルム          |
| 解説             |                                  |                                               |                                |                                 |
| 初回放送         | 初回放送                         | 1972年4月5日 『水曜ロードショー』 21:30-22:56 | 1975年4月19日 『土曜映画劇場』 | 1982年11月18日 『木曜洋画劇場』 |

※キングレコード発売の『黄金の七人 Blu-ray BOX(初回限定生産版)』には日本テレビ版とテレビ東京版の2バージョンの吹替が収録されている。

## スタッフ
- 監督、製作、脚本：マルコ・ヴィカリオ（イタリア語版）
- 撮影：エンニオ・グァルニエリ（イタリア語版）
- 音楽：アルマンド・トロヴァヨーリ
- 美術：アッリーゴ・エクィーニ（イタリア語版）、ピエロ・ポレット（イタリア語版）
- 衣装：ガイア・ロマニーニ